# 沖縄こどもの国
沖縄こどもの国（おきなわこどものくに）は、沖縄県沖縄市に位置する総合公園。日本各地にあるこどもの国の一つである。1970年（昭和45年）に開園し、2004年（平成16年）のリニューアルオープンで沖縄こども未来ゾーンの施設となった（沖縄こども未来ゾーン条例）。沖縄こども未来ゾーン条例では、ふるさと園、ワンダーミュージアム、チルドレンズセンター、動物センター（動物園）を主要施設としている。

## 施設

### 動物園
条例上の名称は動物センター。2015年（平成27年）3月時点では哺乳類44種（237点）、鳥類29種（99点）、爬虫類67種（625点）、魚類5種（29点）、両生類11種（134点）、昆虫類1種（4点）となっている。
園内には乗り物コーナーもあり、ミニSL「テキサス号」やメリーゴーランド等も設置されている。

### ワンダーミュージアム
2004年4月15日にオープン。「理解と創造は驚きにはじまる」をコンセプトとした科学力の向上に資することを目的とする施設。

### ふるさと園
明治末期から大正時代にかけての沖縄の農家を移築した施設。

### チルドレンズセンター
- 沖縄こどもの国を支援するボランティアの活動拠点として設置された。1階にはレストランや沖縄県環境センターがある。
  - 海族工房（レストラン） 1階
    - 営業時間 11:00 - 17:00 火曜休

## 歴史
沖縄市の広報紙「広報おきなわ」2020年6月号の「祝 沖縄こどもの国 50周年」の特集では、1970年に開園し、2020年5月5日に開園50周年を迎えたとしている。ただし、沖縄市の「沖縄こどもの国施設整備基本計画」では総合公園としての供用開始を1966年としている。一方、旧公式サイトでは1972年4月19日を開園の日としていた。
- 1968年（昭和43年）：南方同胞援護会（現沖縄協会）により祖国復帰記念事業の一環としてコザ市への建設が決定[2]
- 1970年（昭和45年）5月5日：「沖縄こどもの国」仮開園[5][6]。
- 1972年（昭和47年）4月19日：本土復帰記念事業の一環として、「沖縄こどもの国」開園[4][7]。なお、サル山やこども博物館は1972年に完成した[2]。
- 1975年（昭和50年）：爬虫類園が完成[2]。
- 1977年（昭和52年）：水族館が完成[2]。
- 1989年（平成元年）：ゾウ舎が完成[2]。
- 1990年（平成2年）：遊園地「沖縄アイランドパーク」がオープン[2]。
- 1999年（平成11年）8月31日：経営悪化のため併設されていた遊園地を閉園。
- 2004年（平成16年）4月15日：リニューアルオープン。
- 2017年（平成29年）：東北サファリパークからホワイトライオンのセラムの寄贈を受ける（九州・沖縄地方で初展示）[2]。
- 2019年（平成31年）：新ライオン舎が完成[2]。

## アクセス

### 駐車場
無料駐車場を利用。
- メイン駐車場：120台
- 東ゲート駐車場：230台

### 路線バス
- 沖縄市役所前より沖縄市循環バス西部ルート乗車、「沖縄こどもの国バス停」下車